# Degrassi : La Nouvelle Promo
Degrassi : La Nouvelle Génération
Degrassi : La Nouvelle Promo ou Degrassi : La Nouvelle Classe au Québec (Degrassi: Next Class) est une série télévisée canadienne en quarante épisodes de 24 minutes créée par Yann Moore, Linda Schuyler, Stephen Stohn, Sarah Glinski et Matt Huether, et diffusée entre le 4 janvier 2016 et le 14 juillet 2017 sur la chaine Family et à l'international sur Netflix.
Cette série est la suite de Degrassi : La Nouvelle Génération diffusée de 2001 à 2015.
Le 7 mars 2019, le producteur de la série informe de l’annulation de la série par Netflix.

## Synopsis
Une nouvelle génération d'élèves arrivent à Degrassi. Les problèmes et amours de l'adolescence sont au rendez-vous.

## Fiche technique
- Titre original : Degrassi: Next Class
- Titre français : Degrassi: La Nouvelle Promo
- Titre québécois : Degrassi : La Nouvelle Classe
- Création : Yan Moore, Linda Schuyler, Stephen Stohn, Sarah Glinski, Matt Huether
- Scénario : Sarah Glinksi, Matt Huether, Courtney Jane Walker, Alejandro Alcoba, Cole Bastedo, Ian MacIntyre
- Direction artistique : Mitchell Ness
- Costumes : Sheila Fitzpatrick
- Musique : Jim McGrath et Tim Welch
- Production : Stephen Stohn, Linda Schuyler, Sarah Glinski, Matt Huether, Michael Bawcutt
- Société de production : Epitome Pictures Inc.
- Société de distribution : Family
- Pays :  Canada
- Langue : anglais
- Format : Couleurs - HDTV - 1,78:1 - son stéréo
- Nombre d'épisodes : 40 (4 saisons)
- Durée : 24 minutes
- Date de première diffusion :  Canada : 4 janvier 2016

Version française
- Studio : Sonicfilm
- Directrice artistique : Géraldine Frippiat
- Adaptation : société Timecode

## Distribution

### Élèves
| Acteur             | Rôle                                | Régulier       | Récurrent | Invité | Voix belges francophones |
| ------------------ | ----------------------------------- | -------------- | --------- | ------ | ------------------------ |
| Amanda Arcuri      | Lola Pacini                         | Saisons 1 à 4  |           |        | Alice Ley                |
| Amir Bageria       | Baaz Nahir                          | Saisons 1 à 4  |           |        |                          |
| Soma Chhaya        | Goldi Nahir                         | Saisons 1 à 4  |           |        | Sandrine Henry           |
| Jamie Bloch        | Yael Baron                          | Saisons 1 à 4  |           |        | Élisabeth Guinand        |
| Chelsea Clark      | Esme Song                           | Saisons 1 à 4  |           |        | Claire Tefnin            |
| Reiya Downs        | Shaylynn « Shay » Powers            | Saisons 1 à 4  |           |        | Hélène Van Dyck          |
| Ana Golja          | Zoë Rivas                           | Saisons 1 à 4  |           |        | Sophie Frison            |
| Nikki Gould        | Grace Cardinal                      | Saisons 1 à 4  |           |        | Mélissa Windal           |
| Ricardo Hoyos      | Zigmung « Zig » Novak               | Saisons 1 à 4  |           |        | Fabian Finkels           |
| Ehren Kassam       | Jonah Haak                          | Saisons 1 à 4  |           |        | Ilyas Mettioui           |
| Andre Kim          | Winston « Chewy » Chu               | Saisons 1 à 4  |           |        | Alexis Flamant           |
| Lyle Lettau        | Tristan Milligan                    | Saisons 1 à 4  |           |        | Jean-François Gérard     |
| Spencer MacPherson | Hunter Hollingsworth                | Saisons 1 à 4  |           |        | Pierre Le Bec            |
| Eric Osborne       | Miles Hollingsworth III             | Saisons 1 à 4  |           |        | Pierre Lognay            |
| Dante Scott        | Vijay Maraj                         | Saisons 1 à 4  |           |        | Thibaut Delmotte         |
| Olivia Scriven     | Maya Matlin                         | Saisons 1 à 4  |           |        | Aaricia Dubois           |
| Sara Waisglass     | Francesca « Frankie » Hollingsworth | Saisons 1 à 4  |           |        | Ludivine Deworst         |
| Richard Walters    | Deon « Tiny » Bell                  | Saisons 1 à 4  |           |        | Maxime Van Santfoort     |
| Parham Rownhagi    | Saad Al'Maliki                      | Saisons 3 et 4 |           |        |                          |
| Dalia Yegavian     | Rasha Zuabi                         | Saisons 3 et 4 |           |        | Marielle Ostrowski       |

### Anciens élèves
| Acteur         | Rôle                    | Régulier | Récurrent | Invité | Voix belges francophones |
| -------------- | ----------------------- | -------- | --------- | ------ | ------------------------ |
| Raymond Ablack | Sav Bhandari            |          | Saison 2  |        |                          |
| Jamie Johnston | Peter Stone             |          | Saison 2  |        |                          |
| Shane Kippel   | Gavin « Spinner » Mason |          | Saison 2  |        |                          |
| Chloe Rose     | Katie Matlin            |          | Saison 3  |        |                          |

### Adultes
| Acteur               | Rôle                     | Régulier      | Récurrent      | Invité         | Voix belges francophones |
| -------------------- | ------------------------ | ------------- | -------------- | -------------- | ------------------------ |
| Stefan Brogren       | Principal Archie Simpson | Saisons 1 à 4 |                |                |                          |
| Aisha Alfa           | Madame Grell             |               | Saison 2       | Saison 1       |                          |
| Clarissa Anson       | Kara                     |               | Saison 2       |                |                          |
| Michael Brown        | Monsieur Mitchell        |               | Saisons 1 et 2 |                |                          |
| Pay Chen             | Madame Lin               |               | Saison 1       |                |                          |
| Ashley Comeau        | Madame Badger (Chimie)   |               | Saison 1       |                |                          |
| Elle Downs           | Madame Powers            |               |                | Saisons 1 et 2 |                          |
| Kate Hewlett         | Margaret Matlin          |               | Saison 1       |                | Delphine Chauvier        |
| Sterling Jarvis      | Monsieur Powers          |               |                | Saisons 1 et 2 |                          |
| Michael Kinney       | Coach Armstrong          |               | Saisons 1 et 2 |                |                          |
| Cheri Maracle        | Madame Cardinal          |               | Saison 1       | Saison 2       |                          |
| Tom Melissis         | Dom Perino               |               |                | Saisons 1 et 2 |                          |
| Stephanie Moore (en) | Diana Hollingsworth      |               | Saisons 1 et 2 |                | Sophie Landresse         |
| America Olivo        | Madame Rivas             |               |                | Saison 1       |                          |
| John Ralsta          | Miles Hollingsworth II   |               |                | Saison 2       |                          |

## Épisodes
| Saisons | Saisons | Épisodes | Netflix          | Au Canada           | Au Canada           |
| Saisons | Saisons | Épisodes | Sortie           | Première apparition | Dernière apparition |
| ------- | ------- | -------- | ---------------- | ------------------- | ------------------- |
|         | 1       | 10       | 15 janvier 2016, | 4 janvier 2016      | 15 janvier 2016     |
|         | 2       | 10       | 22 juillet 2016  | 19 juillet 2016     | 20 septembre 2016   |
|         | 3       | 10       | 6 janvier 2017   | 9 janvier 2017      | 20 janvier 2017     |
|         | 4       | 10       | 7 juillet 2017   | 4 juillet 2017      | 15 juillet 2017     |

## Personnages
Tristan Milligan : Tristan est le meilleur ami de Zoë et l'ex de Miles. Il devient président du conseil des élèves après la disqualification de Miles. Il sortira avec plusieurs garçons pour tenter d'oublier Miles et se rendra compte qu'il a attrapé une MST. Plus tard, il se réconcilie avec Miles et ils coucheront ensemble pour la première fois. À la fin de la saison 2, il est dans le coma après l'accident du bus qui se rendait au match de volleyball. À son réveil, Tristan est en rééducation et essaie de ne pas dépendre de Miles qui le soutient beaucoup. Il apprend que Miles l'a trompé avec Lola pendant qu'il était dans le coma et décide lui pardonner. Mais à la fin de la saison, il met un terme à leur relation pour ne pas empêcher Miles de poursuivre ses rêves à Londres.
Maya Matlin : Maya est la petite amie de Zig et la meilleure amie de Grace. Elle rêve de devenir chanteuse et décide de créer un groupe de musique en prenant Jonah comme guitariste ce qui crée des tensions avec Zig qui est jaloux de Jonah. Elle apprend que Zig l'a trompée avec Zoë et lui pardonne pensant qu'ils se sont juste embrassés. Mais après une énième dispute avec Zig, elle met un terme définitif à leur relation. Elle fait partie du club des féministes après avoir reçu plusieurs messages haineux de la parts de haters de trolls. À la rentrée scolaire, Maya manque plusieurs cours et s'isole du reste de ses amis. Elle rencontre Saad, l'un des réfugiés syriens, et ensembles, ils s'amusent à simuler leur mort de manières différentes. Cela inquiète l'entourage de Maya qui avoue son mal-être à sa mère après une convocation dans le bureau du proviseur. Elle tente de se suicider en faisant une overdose de médicaments à la fin de la saison 3. Dans la saison 4, Maya semble apaisée après sa thérapie et plus calme. Elle est redevenue la meilleure amie de Tristan qui est en convalescence.
Zoë Rivas : Zoë est la meilleure amie de Tristan et a le béguin pour Grace. Elle couche avec Grace mais celle-ci lui avoue ne rien avoir ressenti et de ne pas être gay. Zoé qui est blessée tente de se venger de Grace en couchant avec Zig qui est en couple avec Maya. Elle filme le tout et envoie la vidéo à Grace. Plus tard, elle s'excuse auprès de Maya et se montre particulièrement hostile envers Grace. Ayant encore du mal à accepter le fait qu'elle puisse aimer les filles, Zoë accepte de sortir avec Winston sans rien ressentir pour lui et fait par la suite son coming out devant toute l'école. Elle sortira ensuite avec Rasha, l'une des réfugiées syriennes, qu’elle emmène au mariage de sa mère, causant un profond désaccord avec cette dernière et la poussant par là suite à aller vivre chez Grace. Elle ne reparle pas à sa mère, qui ne vient pas à la remise des diplômes.
Zigmund « Zig » Novak : Zig est le petit ami de Maya et le meilleur ami de Tiny. Il fait plusieurs crises de jalousies à Maya concernant son amitié avec Jonah mais finit lui-même par la tromper avec Zoë. Plus tard, il sort avec Esme malgré le fait que ses amis n'approuvent pas cette relation spécialement Grace qui éprouve des sentiments pour lui. Il est le seul à ne pas être accepté dans une fac à la fin de l'année. Pour se changer les idées, il entame une relation à trois incluant Esme et Frankie. Mais à la fin de la saison, il rompt avec Esme devenue beaucoup trop agressive et jalouse à son égard.
Miles Hollingworth : Miles est le grand frère de Frankie et Hunter. Il écrit plusieurs nouvelles et une pièce de théâtre, et se définit comme un auteur. Il se présente aux élections pour devenir président du conseil des élèves mais il est disqualifié et c'est Tristan, son ex petit-ami, qui occupera ce poste. Il a du mal à accepter la réconciliation de ses parents et veut tout faire pour éloigner son père de sa mère. Il se lie d'amitié avec Esme Song mais met un terme à leur amitié après qu'elle lui ait donné des pilules addictives. Il redevient plus tard le petit-ami de Tristan et après l'accident de ce dernier, reste à son chevet pendant qu'il est dans le coma. Cependant, ayant du mal à gérer la solitude, il couche avec Lola qui tombe enceinte mais apprend la nouvelle de son avortement en même temps que le reste de l'école. Au réveil de Tristan, Miles écrit une pièce dédiée à leur histoire à travers laquelle il avoue son infidélité que Tristan pardonne. Mais ils finissent par rompre car Tristan ne peut pas empêcher Miles d'aller étudier à l'académie de Londres.
Grace Cardinal : Grace est la meilleure ami de Maya et Zig. Au départ, Grace est très amie avec Zoë et elles couchent[pas clair] ensemble lors d'une soirée chez Grace. Lorsque Grace s'avère ne pas être lesbienne, Zoë se venge en couchant avec Zig et lui envoie la vidéo, sachant que Grace a le béguin pour lui. On apprend que Grace est atteinte de la mucoviscidose et le vit très mal. Elle se lie d'amitié avec Jonah et ils entretiendront une relation secrète pour ne pas éveiller les soupçons de Frankie, l'ex de Jonah. Voyant qui ne lui reste peut-être plus beaucoup de jours à vivre, elle officialisent enfin sa relation avec Jonah. 
Francesca « Frankie » Hollingsworth : Frankie est la sœur de Miles et Hunter et la meilleure amie de Shay et Lola. Au début de la saison 1, Frankie se sent mal après sa rupture avec Winston et incomprise par tout le monde jusqu'à ce qu'elle fasse la rencontre de Jonah. Elle sort ensuite avec Jonah. Frankie devient la risée de l'école après avoir dessiné une fresque raciste contre une équipe de volley-ball adverse et refuse de s'excuser. Elle arrête d'aller en cours mais y retournera finalement après une dispute avec Jonah. Ils finissent par rompre mais Frankie éprouvant toujours des sentiments pour Jonah, elle prend très mal sa nouvelle relation avec Grace. Elle se lie d'amitié avec Esme et accepte une relation à trois entre Esme, Zig et elle.
Lola Pacini : Lola est la meilleure amie de Shay et Frankie. On sait que sa mère est partie peu avant le début de la saison. Elle sort avec Tiny en connaissant les sentiments de Shay à son égard mais ce dernier met un terme à leur relation car il a des sentiments pour Shay. Lola a du mal à accepter la relation de Shay et Tiny et essaie de s'éloigner de son groupe d'amis habituel. C'est pourquoi, elle intègre la chaîne YouTube de Yael, Hunter, Baaz et Vijay. Elle perd sa virginité avec Miles lors d'une soirée pyjama chez eux. Elle apprend ensuite être enceinte et prend la décision d'avorter. Elle est la seule à défendre Saad après ses propos sur les attentats. Elle aide Yael lors de sa transformation physique après la découverte de sa non-binarité. Elle participe à la pièce de théâtre de Miles au sujet de sa relation avec Tristan et elle-même.
Yael Baron : Yael est la seule fille du club de jeux-vidéo composé d'Hunter, baaz et Vijay. Au départ, elle refuse l'entrée de Lola dans le club, Lola étant l'exact opposé de Yael mais elles finissent par se lier d'amitié et c'est Yael qui accompagnera Lola lors de son avortement. Elle sort avec Hunter après l'avoir beaucoup épaulé pendant son passage à l'hôpital psychiatrique. À la fin de la saison 4, Yael découvre qu'elle est non-binaire et avec l'aide de Lola, elle changera son look et demande désormais à être appelé par le pronom "iel". Cette révélation entraîne la fin de sa relation avec Hunter.
Hunter Hollingworth : Hunter est le frère de Frankie et de Miles. Dépressif, il a beaucoup de mal à gérer sa frustration et sa colère, et apporte même une arme pendant le bal afin de tuer toutes les personnes de sa liste de victimes. Il harcèle gravement Maya par internet après qu’elle ait essayé de dissoudre son club de jeux vidéo avec l'aide du club des féministes. Il accepte de se faire soigner en psychiatrie après toutes ses frasques. Il revient ensuite avec un nouveau look et semble aller mieux. Il sort ensuite avec Yael, la seule fille de sa bande mais rompt avec elle après que cette dernière se révèle être non-binaire.
Esme Song : Esme est une nouvelle élève à Degrassi qui se lie d'amitié avec Miles en lui fournissant de la drogue. Elle semble avoir des problèmes familiaux et Miles cesse leur amitié après avoir été victime d'une overdose. Esme est assez désagréable avec les autres, aussi, dans la saison 3 quand elle découvre le corps de Maya après sa tentative de suicide, elle montre une attitude froide et dégoutée à son encontre. Il s'avère qu'en réalité, Esme a auparavant découvert le corps de sa propre mère après le suicide de cette dernière. Elle sort aussi avec Zig bien qu'elle soit peu appréciée des amis de celui-ci et entraîne Frankie dans une relation à trois pour satisfaire son petit ami. Dans la saison 4, l'attitude d'Esme devient de plus en plus possessive et agressive à l'égard de Zig qui finit par rompre avec elle pour se remettre avec Maya. 
Shaylynn « Shay » Powers : Shay est la meilleure amie de Frankie et Lola. Shay aime Tiny, de son cours de science, mais ses parents lui interdisant les relations amoureuses, elle se voit obliger de le céder à Lola, sa meilleure amie. Finalement, c'est elle que Tiny choisit et ils sortent ensemble ensuite. Shay se dispute avec Frankie après que celle-ci ait caricaturée une adversaire noire comme un singe et lui demande de s’excuser, ce que Frankie refuse. Shay est complexée à propos de plusieurs choses, c'est pourquoi, elle se venge d'Esme car celle-ci s'est moquée d'elle. Shay dérobe ensuite l'argent du restaurant de Lola pour s'acheter des compléments nécessaires pour son entrée en fac de sport mais change finalement d'avis et rend l'argent.
Saad Al'Maliki : Saad est un réfugié syrien qui se lie d'amitié avec Maya. Ensembles, ils s'amusent à photographier Maya dans des situations assez morbides. Aussi, après, la tentative de suicide de cette dernière, il n'est plus autorisé à la fréquenter. Il réalise un dessin d'Esme entièrement nue pour le cours d'arts visuels. Zig lui casse son appareil photo après une altercation. Pour s'en acheter un nouveau, il travaille au restaurant de Lola mais est accusé d'avoir volé de l'argent. Saad devient la risée de son école après s’être montré hostile aux hommages pour les victimes des attentats de Belgique, estimant que la cérémonie devrait être dédiée aux victimes partout dans le monde. Il est aussi accusé à tort d'être un terroriste à cause de ses messages avec l'un de ses amis syrien.
Winston Chu : Winston est le meilleur ami de Miles. Winston est au conseil des élèves et assiste Zoë après l'accident de Tristan. Il sort ensuite avec Zoë mais cette dernière révèle plus tard qu'elle est lesbienne. Il se rapproche également de Goldi mais ils restent finalement amis, Goldi préférant privilégier sa foi.
Goldi Nahir : Goldi est une élève musulmane portant un hijab. Elle se présente aux élections mais perd face à Tristan. Elle fait partie du club des féministes aux côtés de Maya et tente de dissoudre le club de jeux vidéo. Elle accueille les nouveaux étudiants syriens et héberge l'une d'entre elles, Rasha. Après l'intégration et le coming out de Rasha, Goldi passe par une crise avec sa religion. Elle est agressée après un rencard avec Winston et décide qu'il devraient rester amis. C'est elle qui dirige l'initiative pour les hommages aux victimes des attentats de Belgique.